# Liste der denkmalgeschützten Objekte in Gerlosberg
Die Liste der denkmalgeschützten Objekte in Gerlosberg enthält die denkmalgeschützten, unbeweglichen Objekte der Tiroler Gemeinde Gerlosberg.

## Denkmäler
| Foto |                 | Denkmal                                                                          | Standort                                           | Beschreibung | Metadaten |
| ---- | --------------- | -------------------------------------------------------------------------------- | -------------------------------------------------- | --- | --- |
| ja   | Datei hochladen | Ortskapelle Gerlosberg/Schulkapelle HERIS-ID: 97882 Objekt-ID: 113750 TKK: 16410 | Gerlosberg 42, in der Nähe Standort KG: Gerlosberg | Die Schulkapelle ist ein rechteckiges Langhaus mit Dachreiter, das 1843 erbaut wurde. Die Ausstattung (Altarkreuz, Statuen Maria und Christus) stammt aus dem 20. Jahrhundert. | BDA-Hist.: Q37770742 Status: § 2a Stand der BDA-Liste: 2025-06-30 Name: Ortskapelle Gerlosberg/Schulkapelle GstNr.: .471 Ortskapelle Gerlosberg   |
| ja   | Datei hochladen | Bildstock an der Gerlosbrücke HERIS-ID: 90136 Objekt-ID: 104813 TKK: 16421       | Standort KG: Gerlosberg                            | Der Bildstock an der Gerlosbrücke stammt aus der 2. Hälfte des 20. Jahrhunderts.                                                                                               | BDA-Hist.: Q37745113 Status: § 2a Stand der BDA-Liste: 2025-06-30 Name: Bildstock an der Gerlosbrücke GstNr.: 949/2 Bildstock an der Gerlosbrücke |